# Max Théret
Pour les articles homonymes, voir Théret.
 (novembre 2015).
Si vous disposez d'ouvrages ou d'articles de référence ou si vous connaissez des sites web de qualité traitant du thème abordé ici, merci de compléter l'article en donnant les références utiles à sa vérifiabilité et en les liant à la section « Notes et références ».
Max Théret, né le 6 janvier 1913 à Paris et mort le 24 février 2009 à Neuilly-sur-Seine, est un homme d'affaires français, cofondateur avec André Essel de la Fnac en 1954. Ancien trotskiste, il la conçoit un peu comme une coopérative. Défenseur d'une économie non libérale, il la revend aux Coopérateurs (souvent appelés les « Coop »).

## Biographie
Max Théret nait à Paris dans un milieu populaire, son père étant chef de rayon au grands-magasins du Printemps.
Militant de gauche, membre des jeunesses socialistes dès 1931, il passe une partie de sa jeunesse entre la France et l'Espagne, militant dans les deux pays dans les mouvements socialistes. En 1934, il est contraint de quitter l'Espagne après avoir participé à la révolte des Asturies. À l'occasion du passage de Trotski en France entre 1933 et 1935, il assure auprès de ce dernier le rôle de secrétaire-garde du corps.
En 1936, il participe à la campagne victorieuse du Front populaire espagnol puis, après le soulèvement franquiste, s'engage dans un régiment républicain au sein duquel il combat jusqu'en 1938.
Entre-temps, exclu en France des JS, il participe, avec André Essel dont il fut toute sa vie proche, à la création des jeunesses socialistes révolutionnaires, d'inspiration trotskiste, menée par Fred Zeller.
Dès le début de l'occupation allemande, il entre dans la résistance française, tout en restant proche des milieux trotskistes. Il tient notamment un petit atelier de photographie qui sert de couverture à la diffusion d'un journal clandestin, Notre révolution. Deux ans plus tard, il doit entrer en clandestinité après la découverte de son activité par les autorités d'occupation.
En 1951, il fonde Économie Nouvelle, une centrale d'achat pour les fonctionnaires.
Il crée la FNAC en 1954 avec son ami André Essel, dans un esprit conforme à ses idéaux communistes. La coopérative deviendra un symbole de succès économique. Théret quitte la Fnac en 1977. Avant l'arrivée de la gauche au pouvoir, il sera l'un des financiers du Parti Socialiste de François Mitterrand.
Une anecdote intéressante est son penchant pour la guerre d’Espagne, courant des vétérans de guerre. Il fut raconté qu’il s’engagea dans de nombreuses discussions en espagnol avec une de ses domestiques de l’époque.
En 1988, il apparaît aux côtés de Roger-Patrice Pelat dans le scandale Pechiney comme l'un des initiés ayant acheté des titres de la société Triangle avant l'OPA de la société nationalisée Pechiney sur celle-ci. À cette occasion, les protagonistes sont surnommés les golden papys par dérision à cause de leur âge. Condamné à 2 ans de prison avec sursis, il est radié de la franc-maçonnerie avant d'y être réintégré.
Il s'associe à Giancarlo Paretti pour créer MTI et tenter de racheter Pathé. Le Premier ministre Pierre Bérégovoy l'en empêche à cause de l'origine douteuse des fonds de l'homme d'affaires italien.
Sa dernière interview apparaît dans un livre consacré à François Mitterrand par le journaliste Stéphane-Xavier Trano en 2006, Une Affaire d’Amitié, aux Éditions de l'Archipel.